# Janko Prunk
Janko Prunk (audioⓘ) (n. 30 de diciembre de 1942 en Loka pri Zidanem Mostu) Eslovenia en un historiador de la época moderna.
Prunk se graduó de la Universidad de Liubliana en 1966 y obtuvo su Maestría de la misma institución en 1972. Obtuvo su doctorado en 1976 con su tesis sobre el tema de la relación entre el esloveno cristiano-socialista y el movimiento del Partido Comunista de Eslovenia, que en el momento de alguna manera fue un tema polémico. En 1984 y 1988, fue galardonado con las becas por la fundación Alexander von Humboldt, que le permitió continuar sus estudios en Colonia y Friburgo de Brisgovia. Más tarde, trabajó como investigador en el Universidad de Friburgo. De 1966 a 1995, colaboró con el Instituto de historia moderna en Liubliana. En la actualidad trabaja como profesor en la Facultad de Ciencias Sociales de la Universidad de Liubliana.
Él ha escrito sobre la historia moderna, la génesis de las modernas formaciones políticas, y la historia social y de pensamiento político en Eslovenia. También ha escrito sobre la historia de los movimientos políticos en Eslovenia a partir del final del siglo XIX hasta la Segunda Guerra Mundial, especialmente con el socialismo cristiano de Eslovenia y de la historia nacional eslovena. 
Es miembro del Instituto para la Historia de Europa en Maguncia, y miembro senior en el Centro de Estudios de Integración Europea en Bonn.
También ha participado activamente en la política. Como un temprano admirador de Jože Pučnik, Se incorporó a la Unión Social Demócrata Eslovena después de la democratización de Eslovenia. Fue un miembro activo del Partido Democrático Esloveno y sirvió como el presidente de la Parte interna del Comité de Políticas para la Educación hasta 2008, cuando salió de él por desacuerdos sobre la política del Gobierno en favor de las universidades privadas. Desde entonces ha sido crítico del primer ministro Janez Janša, a quien acusa de ser un "liberal con un toque de autoridad", que aspira a convertirse en un "Esloveno Józef Piłsudski".
De 1992 a 1993, fue el ministro sin cartera para los eslovenos en el extranjero y las minorías étnicas en Eslovenia. En el 2005, fue nombrado por el ministro de Relaciones Exteriores Dimitrij Rupel como presidente de la Comisión Histórica Esloveno-Croata, formada por el gobierno de los dos países para arrojar luz sobre la historia de las relaciones entre las dos Naciones.

## Publicaciones
Janko Prunk ha escrito más de 350 artículos especializados y varios libros. Su libro Una breve historia de Eslovenia: Antecedentes históricos de la República de Eslovenia es una de las obras de base amplia en la historia moderna eslovena.